# 井原市立平櫛田中美術館
井原市立平櫛田中美術館（いばらしりつひらくしでんちゅうびじゅつかん）は、岡山県井原市にある平櫛田中を題材とした美術館。
2023年（令和5年）4月18日にリニューアルオープンし、名称が井原市立田中美術館から井原市立平櫛田中美術館に変更された。

## 概要
井原市出身の平櫛田中の作品を保存するために、1969年（昭和44年）に「田中館」として開館したのが始まり。その名の名残から地元では今でも田中館と呼ばれ親しまれている。
所蔵品には、平櫛田中の死後に遺族から送られた遺品や、市内の小・中・高校に寄贈されていた作品を中心としている。また、平櫛田中だけでなく平櫛田中賞を受賞した作家の作品も一部を展示している他、平櫛田中が数々の名作をつくり出した東京都台東区上野桜木町のアトリエを再現し、当時の面影を偲ばせる展示がなされている。
2023年（令和5年）4月18日にリニューアルオープンすることになり、名称を「井原市立田中美術館」から平櫛のフルネームを含めた「井原市立平櫛田中美術館」に変更した。2023年4月のリニューアルにより、鉄筋コンクリート3階、延べ約3600平方メートルとなり、床面積は改修前の1.6倍、収蔵庫は2.6倍に拡張され、市民ギャラリーなども新設された。

### 建物データ
- 所在地 : 岡山県井原市井原町315番地（井原市役所の北隣に位置。）
- 竣工 : 1982年（昭和57年）[1]
- 設計 : 丸川建築設計事務所[1]
- 施工 : 志多木組[1]

## 沿革

### 年表
- 1969年（昭和44年） : 「田中館」として開館[2]。
- 1973年（昭和48年） : 博物館法により登録され、「田中美術館」と改称[2]。
- 1983年（昭和58年） : 井原市制30周年を記念し、これまでの建物の西隣に新館を建築して移転[2]。
- 2018年（平成30年） 10月1日 : 施設の老朽化のため新館の建設に向け、井原市教育委員会が整備計画案を公表[5]。
- 2020年（令和2年） 12月28日 : 新館の建設に伴い、休館[6]。
- 2023年（令和5年） 4月18日 : リニューアルオープンし、名称を井原市立平櫛田中美術館に変更[2][3]。

## アクセス
自動車
- 最寄IC : E2 山陽自動車道 (20) 笠岡IC、(21) 福山東IC
  - 最寄ICより井原市中心部へ（笠岡ICより約20分。福山東ICより約25分。）。
- 駐車場 : 有（井原市役所および井原市民会館と兼用。）

交通機関
- 最寄駅 : 井原鉄道井原線 井原駅
  - 最寄駅より徒歩で約10分（最寄駅より路線バスを利用する場合は、井原あいあいバス（市内循環バス）の田中美術館線で「田中美術館バス停」下車。）。
- JR笠岡駅からの場合は、井笠バス井原行きで「駅前通りバス停」下車（「駅前通りバス停」より西へ徒歩で約3分。）。